# U-385
Unterseeboot 385 foi um submarino alemão do Tipo VIIC, pertencente a Kriegsmarine que atuou durante a Segunda Guerra Mundial.

## Comandantes
| Comandante                   | Data                                        |
| ---------------------------- | ------------------------------------------- |
| Kptlt. Hans-Guido Valentiner | 29 de agosto de 1942 - 11 de agosto de 1944 |

## Subordinação
Durante o seu tempo de serviço, esteve subordinado às seguintes flotilhas:
| Período                                        | Flotilha                                  |
| ---------------------------------------------- | ----------------------------------------- |
| 29 de agosto de 1942 - 29 de fevereiro de 1944 | 5. Unterseebootsflottille (treinamento)   |
| 1 de março de 1944 - 11 de agosto de 1944      | 6. Unterseebootsflottille (serviço ativo) |